# Тобайас Мензіс
Тобайас Сімпсон Мензіс (англ. Tobias Simpson Menzies, нар. 7 березня 1974) — англійський актор театру, телебачення та кіно. Відомий ролями Марка Юнія Брута в серіалі «Рим», Едмура Таллі в «Грі престолів», Френка/Джонатана Рендалла в «Чужоземці». Також зіграв роль Філіпа Единбурзького в «Короні», за що отримав премію Еммі за найкращу чоловічу роль другого плану.

## Життєпис
Тобайас народився в Північному Лондоні в сім'ї Пітера Мензіса — радіопродюсера BBC та Джилліан (Сімпсон) Мензіс — викладача англійської літератури та драми. Його батьки розлучилися, коли хлопчику було шість років. Також має молодшого брата на ім'я Люк, який є адвокатом.
Мензіс спочатку відвідував Perry Court Rudolf Steiner School в Кентербері, графство Кент, де він навчався за системою Штайнера, яка включає рух, спів та інструментальну музику. Потім він відвідував школу Frensham Heights School в графстві Суррей, одночасно з Гетті Мораган та Джимом Стерджесом.
Він хотів стати професійним тенісистом, однак потягнувся до акторської майстерності після того, як у підлітковому віці часто відвідував театральні постановки разом зі своєю матір'ю.
У 1993—1994 роках він відвідував річний драматичний курс коледжу Стратфорд-на-Ейвоні, перш ніж вступити до Королівської академії драматичного мистецтва, зрештою закінчивши її зі ступенем бакалавра акторської майстерності у 1998 році. Після завершення свого бакалавра, Мензіс брав участь у майстер-класах з імпровізації від The Spontaneity Shop — британської компанії комедійної імпровізації, у рамках програми випускників Королівської академії драматичного мистецтва.

## Кар'єра/Фільмографія
Першою професійною телевізійною роллю Мензіса, починаючи з 1998 року, була зйомка у довгостроковій медичній драмі BBC «Casualty».
- У 2000 році він з'явився в епізоді серіалу «Суто англійські вбивства», де зіграв Джека Дорсета.
- У 2002 році він зіграв у першому сезоні драми «Елітне військо» і в першому епізоді серіалу «Війна Фойла».
- У 2004 році Тобайас мав невелику роль у біографічній драмі «Чарівна країна», де він зіграв разом із Джонні Деппом.
- У 2005 році він з'явився в суперечливій драмі «A Very Social Secretary», однак міжнародній аудиторії він найбільш відомий як Марк Юній Брут у телесеріалі «Рим» (2005). В цьому ж році Мензіс знявся в романтичній комедії «Джим з Піккаділлі» і в драмі «Останній кат».
- У 2006 році він знявся у перезапуску франшизи про Джеймса Бонда «Казино Рояль».
- У 2007 році він з'являється в ролі Вільяма Елліота в постановці ITV за класичною книгою Джейн Остін «Переконання» і на Channel 4 в ролі Дерріка Сінгтона в драмі «The Relief of Belsen» (про визволення британцями концтабору Берген-Бельзен наприкінці Другої світової війни). Він також зіграв військово-морського офіцера, разом з Джеймсом Мак-Евоєм, в номінованій на премію «Оскар» адаптації драми Ієна Мак'юена про Другу світову війну «Спокута».
- У 2008 році Мензіс знявся в двох міні-серіалах BBC — «Fairy Tales» та «Bonekickers».
- У 2009 році він з'явився у двох епізодах серіалу «Ghosts Stories», де зіграв Ендрю Лоуренса. Мав епізодичні ролі в драмі ITV «Kingdom» (разом зі Стівеном Фраєм) та в спеціальному епізоді комедії BBC «Pulling».
- У 2010 році він з'явився в серіалі «Будь-яке людське серце» (адаптація однойменного роману Вільяма Бойда), де зіграв британського письменника і журналіста Яна Флемінга. Мав також роль у науково-фантастичному міні-трилері BBC «The Deep». Незабаром він знявся в четвертому епізоді серіалу ITV «Law & Order: UK». Також зіграв у 2 фільмах: «The Duel» — екранізація повісті Антона Чехова «Дуель» 1891 року та у драмі «Forget Me Not».
- У 2011 році він зіграв Росса Макговерна, журналіста в серіалі «The Shadow Line» та знявся у драматичній комедії «Без істерики!».
- У 2012 році Тобайас мав роль у судовій драмі ITV «Eternal Law». Далі він мав епізодичні ролі в таких серіалах BBC, як «The Thick of It», «Secret State», «Getting On» і в «Simon Schama's Shakespeare». Мензіс також знявся в короткометражному фільмі «Nora».
- У 2013 році він мав роль Едмура Таллі в 3 сезоні в хіт-серіалі HBO «Гра престолів». Того ж року Мензіс знявся в серіалі Channel 4 «Чорне дзеркало» та знявся у двох епізодах тривалої кримінальної драми BBC «Мовчазний свідок».
- У 2014 році він брав участь у міні-серіалі BBC «The Honourable Woman», де зіграв Натаніеля Блума. В цьому ж році зіграв Джека Рендалла та Френка Рендалла в телесеріалі «Чужоземка». Він також знімався у короткометражному трилері «The Birthday Gift».
- У 2015 році Тобайас приєднався до акторського складу фільму «Інший світ: Кровна помста», де він зіграв Маріуса.
- У 2016 році актор приєднався до акторського складу серіалу «Терор» (за мотивами однойменного роману Дена Сіммонса), де він зіграв Джеймса Фіцджеймса, та до серіалу «Нічний адміністратор», де він грав разом із Томом Гіддлстоном і Г'ю Лорі. Цього ж року він з'явився в ролі герцога Корнуольського в екранізації BBC Two трагедії Шекспіра «Король Лір». Він також знімався у драмі режисера Бенедикта Ендрюса «Уна» та у експериментальному фільмі режисера Джеймса Г'юза «The Velvet Abstract».
- Але найбільшого визнання актору принесла роль Філіпа, герцога Единбурзького в історичному драматичному серіалі Netflix «Корона», якого він зіграв у 3 та 4 сезонах в 2018 році. Ця роль принесла актору численні номінації: з 2020 по 2021 роки актор був номінований на нагороду Bafta, як кращий актор другого плану та на премію Золотий глобус як кращий актор телевізійного серіалу — драми, та нагороди: Премія Еммі за найкращу чоловічу роль другого плану в драматичному серіалі, Премія Гільдії кіноакторів за видатну гру акторів у драматичному серіалі та Премія «Супутник» за найкращу чоловічу роль у телевізійному серіалі.[6]
- В 2019 році Тобайас знався в оригінальному серіалі Channel 4 «This Way Up»

Щодо театральних постановок, його роботи включають молодого вчителя Ірвіна у фільмі Алана Беннетта «The History Boys» та постановку «Трьох сестер» Майкла Блейкмора, за яку він був номінований на премію Яна Чарльзона. Він був високо оцінений критиками за роль Гамлета у «Гамлеті» Руперта Гулда в Королівському театрі.

## Цікаві факти
- Він є далеким родичем ботаніка Арчибальда Мензиса (1754—1842).[2]